# Richild Holt
Richild Holt (* 12. September 1941 in Äußere Einöde in Kärnten), eigentlich Richild von Holtzbrinck, ist eine deutsch-österreichische Malerin und Zeichnerin.

## Leben und Werk
Richild Holt ist die erste von drei Töchtern des späteren Professors für Bodenkultur, Richard Adler.
1948 kam der sudetendeutsche Vater aus der Kriegsgefangenschaft am Balkan nach Kärnten zurück. Die Familie zog nach Osnabrück, da die Prager Universitätszeugnisse des Vaters in Österreich nicht anerkannt wurden. In Osnabrück besuchte sie das Gymnasium für Mädchen St. Angela. Während dieser Zeit entstanden bereits zahlreiche Zeichnungen. Da der Vater eine neue Beziehung einging, zog die Mutter im Februar 1956 mit den drei Töchtern nach Tirol. Dort besuchte Richild Holt das Gymnasium in Innsbruck und erhielt prägenden Einfluss durch die Zeichenlehrerin Hertha Lischke. Nach der Matura wollte sie Kunst studieren, doch der Vater war der Meinung, dass aus einem Mädchen in der Kunst sowieso nichts würde und sah ihre Zukunft als Ehefrau und Mutter.
Der Wunsch eines Kunststudiums musste vorerst aufgegeben werden und Richild Holt besuchte von 1960 bis 1962 die Fachschule für Wirtschaftswerbung (heute: Werbe Akademie) in Wien. Im Anschluss hieran war sie in der freien Wirtschaft tätig, anfangs als Werbeleiterin der Rootes-Gruppe in Wien, sowie darauf als Assistentin des Werbeleiters und PR-Managers bei Jelmoli in Zürich.
Am 12. März 1968 heiratete sie Dieter von Holtzbrinck und das junge Paar zog nach New York City. Dort besuchtê Richild Holt von 1968 bis 1969 die New School for Social Research und erhielt vor allem Unterricht in figürlichem Zeichnen. 1969 wurde das erste von drei Kindern geboren, was das Ende dieses kurzen Kunststudiums bedeutete.
Erst 1981 konnte sie das Studium fortsetzen, sie bewarb sich an der Kunstakademie Stuttgart und wurde direkt angenommen. Sie belegte Kurse bei Moritz Baumgartl, wobei vor allem dessen damaliger Assistent Volker Blumkowski von Bedeutung für sie war. Im Gebäude des Tuchhauses Scheid in der Tübinger Straße in Stuttgart hatte Richild Holt zu der Zeit ihr eigenes, kleines Atelier. Sie blieb bis 1985 an der Akademie.
Bezogen auf das Kolorit ließ sich das künstlerische Schaffen ab etwa dieser Zeit als „schwarze Phase“ umschreiben. Es entstanden vor allem ausdrucksstarke Porträts, Selbstbildnisse, figürliche Kompositionen und Stillleben.
1985 lernte sie das Werk der im Jahr zuvor verstorbenen Alice Neel – ihre „Mother in the Arts“ – kennen. Es entstanden enge Bekanntschaften mit den Söhnen von Alice Neel, Richard und Hartley, die und deren Kinder in den folgenden Jahren von Richild Holt auch porträtiert wurden. Im Januar 1987 findet die erste, sehr erfolgreiche Beteiligung an einer Ausstellung im „Mussavi Arts Center“ in New York statt. Hierbei lernt sie die Zwillingsbrüder O. Aldon James, damals Präsident des New Yorker National Arts Club, und John James kennen. Auch diese werden wenige Zeit später von ihr porträtiert. Aufgrund dieser erfolgreichen Ausstellungsbeteiligung, konnte sie bereits im Dezember 1987 ihre erste umfassende Einzelausstellung im „Mussavi Arts Center“ präsentieren.
Wenige Monate vor dieser ersten Einzelausstellung, im August 1987, erhielt Richild Holt eine infauste Brustkrebsdiagnose. Aus Vorsicht vor einer weiteren Krebserkrankung ließ sie sich neben der linken ein Jahr später auch die rechte Brust abnehmen. In Selbstbildnissen, die zwischen 1986 und 1990 entstanden, hat sie diese körperliche Veränderung schonungslos dokumentiert und sowohl für sich als auch für die Betrachter verarbeitet. „Ich musste diese ‚Krebsbilder‘ malen, um zu begreifen, was überhaupt passierte,“ lautet der Rückblick der Künstlerin auf diese Werke. Dieser „Metamorphose-Zyklus“ befindet sich im Deutschen Krebsforschungszentrum in Heidelberg und wird dort im Rektoratsgebäude dauerhaft öffentlich ausgestellt. Die Signifikanz dieser Werke liegt darin, dass in diesem Fall Künstler und Krebspatient ein und dieselbe Person sind. Der Krebspatient ist hier nicht ein Objekt, welches erst durch den Künstler interpretiert und dargestellt werden muss, wie dies beispielsweise bei den Porträts Ferdinand Hodlers von der krebskranken Valentine Godé-Darel der Fall ist.
1989 erfolgte eine umfassende Einzelausstellung im National Arts Club (New York), bis dato ist dies die erste Einzelausstellung, „die je für einen lebenden Nichtamerikaner in diesem feinen, alten Club am Gramercy Park veranstaltet worden ist“.
1992 nahm sie auf Einladung an dem ersten, seitdem jährlich stattfindenden, internationalen ART-OMI-Workshop in Ghent (New York) teil. Weitere Teilnehmer in diesem Jahr waren u. a. Ely Bielutin, Volker Blumkowski, Raviv Ganchrow, Dumisani Mabaso, Joanna Przybyla, Kurt Simonsen, Rolf Walz.
Mitte der 1990er Jahre hellte sich die Farbpalette deutlich auf. Während die vergangenen Jahre von einem dunkleren Kolorit („schwarze Phase“) geprägt waren, so griff die Künstlerin nun zu einer breiteren, wärmeren Farbigkeit. Es entstanden Strandszenen, Akte in kräftigen, satten Farben vor monochromem Hintergrund, reichhaltige Stillleben mit Blumen, Obst, Gläsern und Flaschen, sowie immer wieder Porträts und Menschendarstellungen. 1993 fand die viel beachtete Einzelausstellung im Jerusalem Theater in Jerusalem statt, in diesem Zusammenhang entstand im Jahr davor das Porträt von Teddy Kollek, welches das einzige live gemalte Bildnis Kolleks überhaupt ist. Das Porträt Teddy Kolleks wurde, trotz mehrerer Anfragen, von der Künstlerin stets als unverkäuflich gekennzeichnet. Schließlich entschloss sie sich dazu, das Gemälde als Spende zur Galaauktion der „Swiss Friends of the Israel-Museum“ am 18. November 2015 im Kunsthaus Zürich einzubringen. Dort wurde einem Schweizer Sammler bei CHF 50.000 der Zuschlag erteilt.
Gegen Ende der 1990er Jahre entstanden Werke einer stark „zeichnerischen Malerei“. Vor allem in figürlichen Darstellungen geht Richild Holt „immer wieder der Frage nach, wie sich eine schnelle, sicher erfasste Linie mit Malerei verbinden lässt oder anders gesprochen: was aus einer solchen ‚zeichnerischen Malerei‘ entstehen kann“. Anfang der 2000er Jahre griff sie dies in New York-Bildern nochmals auf, wenn hier menschliche Körper über Stadtlandschaften gelegt wurden.
2004 besuchte Richild Holt einen Kurs von Xenia Hausner bei der Sommerakademie Salzburg.
2006 veranstaltete der New Yorker National Arts Club eine umfangreiche Retrospektive.
Die Künstlerin lebt und arbeitet in Stuttgart.
Der langjährige Präsident des New Yorker National Arts Club, O. Aldon James, würdigte die Künstlerin im Vorwort des Kataloges zur großen Retrospektive 2006 in New York folgendermaßen: „Richild Holt is one of the most salient artists of our time and stands with Winter, Werner, and Nay on the highest artistic plane“.

## Künstlerisches Schaffen
Im künstlerischen Schaffen Richild Holts finden sich von Beginn an insbesondere Porträts, Selbstbildnisse, figürliche Kompositionen und Stillleben. Landschaften nehmen nur einen kleinen Teil ein, sind aber innerhalb des umfangreichen und wichtigen zeichnerischen Werks weit mehr vertreten als in der Malerei. In der Darstellungsweise ist die Künstlerin stets gegenständlich und es lassen sich am ehesten Bezugspunkte zu einer Kunst des expressiven Realismus der sogenannten verschollenen Generation finden.
Über die vergangenen Jahre war es der Künstlerin möglich, zahlreiche bekannte Personen zu porträtieren. Zu nennen sind hier Helmut Schmidt, Karl Schiller, Helmut Engler, Hans Kammerer, Bel Kaufman, Renate Merklein, Teddy Kollek, Věra Bílá, Rosa von Praunheim, Horst Stern, Esther Goshen-Gottstein, Wolf Uecker, Helmut Uhlig, Walter E. Lautenbacher, Walter Pöldinger, Birgit Keil, Vladimir Klos, Klaus von Trotha, Peter G. Meyer-Viol, Edward E. Booher, das Ehepaar Gisela Meister-Scheufelen und Ulrich Scheufelen, Laura Halding-Hoppenheit und Karl-Josef Kuschel.
Eine Besonderheit bei der Werkgruppe der Porträts bzw. der figürlichen Kompositionen ist der, 1998 im privaten Auftrag erstellte, opulente Flügelaltar mit dem Titel „Liebe, der Seele Leben“ (Öl auf Leinwand auf Holz mit Acryl und Blattgold). Im geschlossenen Zustand (170 × 120 cm) zeigen sich zwei Stillleben und das titelgebende Zitat von Jean-Jacques Rousseau, während sich im geöffneten Zustand ein Triptychon mit der Darstellung eines schwulen Paars befindet. Links und rechts sind die beiden Männer jeweils einzeln gemalt – das eine Mal von Pfeilen durchbohrt wie der heilige Sebastian, das andere Mal mit Flügeln dem Erzengel Gabriel gleich. Und im mittleren, zentralen Element geht das Paar eng umschlungen in einer hügeligen, von (mythologischen) Kreaturen belebten Landschaft dem Horizont entgegen. Nach Beat Wyss besitzt dieses vielschichtige Werk für manche Betrachter eine häretisch erscheinende Wirkkraft, da hier gelebte Homosexualität ganz offen in einen traditionell religiösen Kontext gesetzt wird. Konkret schreibt Wyss dazu: „It is the combination [i.e. die Kombination aus den Stillleben im geschlossenen und den Bildnissen im geöffneten Zustand] that puts the viewer off. The connoisseur of Carinthian handicraft painting who was delighted by the closed altar would hastily call the moral police when he opened the piece. Richild Holt pursues a strategy of spicing up conventional taste with unconventional ideas“.
Innerhalb der immer wieder auftauchenden Selbstbildnisse ist nochmals der bereits erwähnte „Metamorphose-Zyklus“ und dessen singuläre Stellung zu nennen.
Eine weitere große Werkgruppe im Schaffen bilden die Stillleben. Hierfür arrangiert Richild Holt oftmals Blumen, aber auch Flaschen, Gläser, Obst und Dinge des ganz alltäglichen Lebens zu einem ganz eigenen „Beisammensein“.

## Mitgliedschaften
- Ehrenmitglied der Deutschsprachigen Gesellschaft für Kunst und Psychopathologie des Ausdrucks.
- Ehrenmitglied des The National Arts Club, New York.
- 1988–2005 Mitglied des Vorstands des Galerievereins der Staatsgalerie Stuttgart.
- Ab 2006 Ehrenmitglied des Galerievereins der Staatsgalerie Stuttgart.
- Ab 2006 Mitglied des Vorstandes der Freunde des Literaturhauses Stuttgart.

## Lehrtätigkeiten
- Von 1995 bis 2001 unterrichtete Richild Holt Aktmalen und -zeichnen an der Volkshochschule Stuttgart.
- Von 1995 bis 2001 gab sie Kurse in freiem Zeichnen an der Merz Akademie in Stuttgart.
- Von 2005 bis 2007 Aufbau einer Aktklasse an der Kunstakademie Esslingen.
- Von 2008 bis 2013 gab sie Workshops für Psychiatriepatienten des Rudolf-Sophien-Stifts in Stuttgart.

## Veröffentlichungen
- Ich ändere nie die Nase – Sehen, Gesehenwerden und Sichtbarmachen beim Porträtieren und in der Psychotherapie (zusammen mit Walter Pöldinger, mit einem Vorwort von Hartmann Hinterhuber), Reinbek: Rowohlt Verlag 1995

## Preise / Ehrungen
2009 Verleihung der Staufermedaille des Landes Baden-Württemberg.

## Einzelausstellungen
- 1987: Mussavi Arts Center, New York
- 1989: The National Arts Club, New York
- 1991: Galerie Efté, Paris
- 1992: Galerie Rondula, Wien
- 1993: The Jerusalem Theater, Jerusalem
- 1994: MB-ART Galerie, Stuttgart
- 1995: Kammertheater Stuttgart
- 1996: Wendelin Niedlich, Stuttgart
- 1998: Carola-Blume-Saal, VHS Stuttgart
- 1999: National Museum, Prag
- 2000: Apfelbaum Galerie im Kongresshaus Baden-Baden
- 2002: Galerie Stuker, Zürich
- 2003: Galerie Rondula, Lienz
- 2005: Rehabilitationskrankenhaus Saulgau („Sports“). Dauerausstellung bis 2010
- 2006: The National Arts Club, New York
- 2006: Literaturhaus Stuttgart
- 2008: Deutschsprachige Gesellschaft für Psychopathologie des Ausdrucks und Kunst, Basel
- 2009: Kunstverein Wasserschloß Bad Rappenau e.V – Galerie Steiner
- 2010, 2012, 2014, 2017: Katharinenhospital Stuttgart

## Sammlungen
Werke von Richild Holt befinden sich in privaten und öffentlichen Sammlungen. Zu nennen sind hier National Museum of Women in the Arts (Washington, D.C.), Deutsches Krebsforschungszentrum (Heidelberg), Universität Stuttgart, Graphothek der Stadtbibliothek Stuttgart, Ministerium für Wissenschaft, Forschung und Kunst Baden-Württemberg, The National Arts Club (New York City), Museum für Hamburgische Geschichte, Sylt Museum, Frauen Museum (Wiesbaden), Sammlung Frank Brabant, Schwules Museum (Berlin).